# Цзянсянь
Уезд Цзянся́нь (кит. упр. 绛县, пиньинь Jiàng xiàn) — уезд городского округа Юньчэн провинции Шаньси (КНР). Название уезда связано с тем, что в древности уезд охватывал гораздо большую территорию, и на его землях, в частности, находился город Цзян — столица царства Цзинь.

## История
Когда царство Цинь завоевало все остальные царства и создало первую в истории Китая централизованную империю, то в этих местах был создан уезд Цзянсянь (绛县). При империи Восточная Хань он был переименован в Цзянъи (绛邑县). При империи Северная Вэй в 487 году уезд Цзянъи был переименован в Цюйво. В 494 году из уезда Цюйво был выделен уезд Наньцзян (南绛县). При империи Западная Вэй в 539 году уезд Наньцзян был переименован в Цзян.
В 1949 году был создан Специальный район Юньчэн (运城专区), и уезд вошёл в его состав. В 1954 году Специальный район Линьфэнь был объединён со Специальным районом Юньчэн (运城专区) в Специальный район Цзиньнань (晋南专区). В 1958 году уезд был расформирован, но в 1961 году образован вновь. В 1970 году Специальный район Цзиньнань был расформирован, а вместо него образованы Округ Линьфэнь (临汾地区) и Округ Юньчэн (运城地区); уезд вошёл в состав округа Юньчэн. В 2000 году постановлением Госсовета КНР округ Юньчэн был преобразован в городской округ Юньчэн.

## Административное деление
Уезд делится на 8 посёлков и 2 волости.